# Llanfaes
Ne doit pas être confondu avec Llanmaes.
Llanfaes est un village du pays de Galles. Il est situé dans le sud-est de l'île d'Anglesey, à l'entrée du détroit de Menai. Administrativement, il est rattaché à la communauté de Beaumaris.

## Histoire
Llanfaes est un site important du royaume de Gwynedd au Haut Moyen Âge. Après la conquête du pays de Galles par le roi d'Angleterre Édouard Ier, Llanfaes est vidé de ses habitants en 1295 pour laisser place à la ville nouvelle de Beaumaris et son château. Les autochtones sont déplacés à Newborough, à l'autre bout de l'île.